# Marcus Reno
Marcus Albert Reno (Carrollton, 15 novembre 1834 – Washington, 30 marzo 1889) è stato un militare statunitense che combatté la guerra di secessione americana e la grande guerra Sioux contro Lakota e Cheyenne settentrionali, durante la quale prestò servizio sotto George Armstrong Custer.
Reno è famoso per il suo coinvolgimento nella Battaglia del Little Big Horn e per la figura controversa nell'evoluzione di quella che viene considerata una delle più grandi sconfitte nella storia militare degli Stati Uniti d’America.

## Biografia
Reno nacque il 15 novembre 1834 a Carrolton (Illinois), quarto figlio di James e Charlotte Reno. Secondo una biografia non accreditata sarebbe stato erede di Phillippe Francois Renault che, nel 1777, aveva accompagnato La Fayette quando questi venne inviato dalle autorità francesi per offrire i suoi servigi al Congresso Continentale di Filadelfia. All’età di quindici anni, nel 1849, scrisse al Segretario alla Guerra degli Stati Uniti per conoscere quali fossero i titoli necessari all’accesso presso l'Accademia di West Point.
Ammesso presso l’accademia nel 1851, collezionò un numero di note di demerito che gli valsero due anni supplementari di corso tanto che ottenne il grado di sottotenente nel 1857, 20° della sua classe di 38 cadetti, e venne assegnato al 1º reggimento Dragoni di stanza nell’Oregon. Durante la Guerra di secessione americana divenne capitano del 1º reggimento di cavalleria e prese parte alla battaglia di Antietam. Venne ferito, nel marzo 1863, nella battaglia di Kelly’s Ford, in Virginia.
Per la meritevole condotta in combattimento, venne nominato maggiore “brevet”, ovvero un grado valido per il solo periodo di durata del conflitto o anche della semplice operazione, e partecipò alla Campagna di Gettysburg.
Nello stesso 1863 sposò Mary Hannah Ross di Harrisburg ed i due si trasferirono in una fattoria nei pressi di New Cumberland (Pennsylvania); qui nacque il figlio Robert Ross.
Nel 1874, mentre Reno si trovava di stanza nel Montana, morì Mary Hannah; l’ufficiale raggiunse Fort Benton, con una cavalcata durata tutta la notte, per richiedere il permesso di partecipare ai funerali che gli fu negato.
Nel 1864 Reno prese parte alle battaglie di Cold Harbor, Trevilian Station e Cedar Creek. Dopo aver ricoperto vari incarichi, nel dicembre 1864 gli venne concesso il grado “brevet” di tenente colonnello e successivamente quello, sempre brevet, di colonnello al comando del 12° Pennsylvania cavalleria per il contrasto alle azioni di guerriglia poste in essere da John Singleton Mosby. Nel marzo 1865 ottenne, per meriti di servizio, il grado brevet di brigadier generale.
Nel 1866 ricevette l’ordine di raggiungere Fort Vancouver e successivamente, dal 1867 al 1868, prestò servizio come assistente ispettore generale del Dipartimento della Columbia. Fu promosso maggiore effettivo nel 1868 e venne destinato al 7º cavalleria di stanza a Fort Hayes (Kansas) agli ordini del tenente colonnello Custer che seguì nel trasferimento a Fort Abraham Lincoln (Dakota).

### Condotta di Reno
La condotta di Marcus Reno, durante il suo servizio militare ebbe varie vicissitudini negative. Dapprima il comportamento men che corretto presso l’accademia di West Point ritardò i suoi studi di due anni rispetto ai suoi pari corso; successivamente alla Battaglia di Little Big Horn, nel dicembre 1876, mentre era comandante di Fort Abercrombie, fu accusato di comportamento disdicevole in servizio a causa dell’ubriachezza (accusa mossa dal capitano James Bell al quale avrebbe molestato la moglie). Il comandante del reggimento, colonnello Samuel Davis Sturgis, pur respingendo le accuse a carico di Reno, inoltrò la denuncia per la quale si riunì la corte marziale a Saint Paul (Minnesota). Il procedimento si concluse con la raccomandazione di congedare l’ufficiale, ma il presidente Rutherford Hayes commutò la condanna in una sospensione di due anni dal servizio e dallo stipendio.
Nel gennaio 1879, a seguito delle molte accuse di codardia mossegli dalla stampa e dall'opinione pubblica per il suo comportamento al Little Big Horn, Reno chiese ed ottenne una commissione di inchiesta che si riunì a Chicago nel gennaio dello stesso anno. Vennero chiamati a testimoniare molti dei sopravvissuti alla battaglia del Little Big Horn. La commissione, sul cui operato furono comunque sollevati dubbi da parte dell’opinione pubblica, concluse i suoi lavori senza dare merito alcuno al comportamento del maggiore Reno, ma anche senza provvedimenti a carico dell’ufficiale.
Nel 1880 il maggiore Reno venne nuovamente sottoposto a corte marziale ancora una volta per ubriachezza e comportamento disdicevole per un ufficiale. In questo caso nell'aprile del 1880 si pervenne al congedo per "condotta pregiudizievole al buon ordinamento ed alla disciplina militare".
Tale infamante condanna venne tuttavia revisionata dall'esercito statunitense nel 1967 quando il corpo di Reno, originariamente sepolto in una tomba del cimitero di Glenwood a Washington, venne traslato e sepolto, con tutti gli onori militari, nel Custer National Cemetery che si trova sul luogo della battaglia del Little Big Horn.

#### Situazione matricolare: promozioni, incarichi e disciplina
Le promozioni e gli incarichi sotto riportati comprendono anche i "brevet", ovvero gradi temporanei assunti in occasione di particolari situazioni e che valevano solo fino al raggiungimento dell'obiettivo o al termine delle operazioni per cui furono concessi:
- Cadetto presso l’Accademia di West Point: 1º settembre 1851-1º luglio 1857;
- 1 luglio 1857: tenente in seconda “brevet”, destinazione 1º reggimento “Dragoni” di stanza a Fort Walla Walla (stato di Washington) come guida;
- 14 giugno 1858: tenente in seconda, confermato al 1º reggimento “Dragoni” Fort Dalles (Oregon);
- 25 aprile 1861: primo tenente, confermato al 1° Dragoni;
- 1 agosto 1861: trasferito al 1º reggimento Cavalleria per il periodo della Guerra di Secessione (1861-1866);
- 12 novembre 1861: capitano, confermato al 1º Cavalleria per la difesa di Washington (DC); Campagna peninsulare della Virginia; assedio di Yorktown; battaglie di Williamsbourg, Mechanichsville, Gaine’s Mill, Glendale, Malvern Hill;
- settembre-ottobre 1862: comandante del 1º cavalleria nella campagna del Maryland;
- 17 marzo 1863: maggiore “brevet” (per meritevole comportamento in azione alla battaglia di Kelly’s Ford durante la quale venne ferito); convalescenza per ferite fino al 18 maggio 1863; battaglie di Hawe’s Shop, Cold Harbor, Trevillian Station, Cedar Creek;
- 19 ottobre 1864: tenente colonnello “brevet” (per meritevole comportamento in azione alla battaglia di Cedar Creek); comandante di brigata nel contrasto alla guerriglia di John Singleton Mosby;
- 1º gennaio-20 luglio 1865: colonnello “brevet” del 12º cavalleria volontari della Pennsylvania; prosegue nelle azioni controguerriglia;
- 13 marzo 1865: colonnello “brevet” (per meritevole comportamento durante la Guerra di Secessione);
- 13 marzo 1865: brigadier generale “bvrevet” (per meritevole comportamento durante la Guerra di Secessione); assistente istruttore, presso l’Accademia di West Point, della cattedra di tattiche di fanteria (agosto-ottobre 1865); trasferito a Fort Vancouver (stato di Washington);
- 26 dicembre 1868: maggiore effettivo;
- agosto-novembre 1869: sottoposto a procedimento della Corte Marziale di Santa Fè (New Mexico); destinato a Fort Hayes;
- 30 ottobre 1875-15 dicembre 1876: comandante del 7º reggimento cavalleria a Fort Lincoln (Dakota) (eccetto il periodo 11 maggio-22 settembre 1876, durante la spedizione contro i Sioux, nel corso della quale l’incarico di comandante venne affidato a George Armstrong Custer);
- 17 dicembre 1876: destinato a Fort Abercrombie (Dakota);
- 1 maggio 1877: sottoposto a procedimento della Corte Marziale di Saint Paul (Minnesota); condannato a due anni di sospensione dal servizio e dallo stipendio;
- 1 maggio 1879: scontata la pena, riammesso in servizio al comando di Fort Meade (Dakota);
- 1 aprile 1880: tratto in arresto e sottoposto a corte marziale viene congedato per ‘’"condotta pregiudizievole al buon ordinamento ed alla disciplina militare" ‘’;

### La vita civile

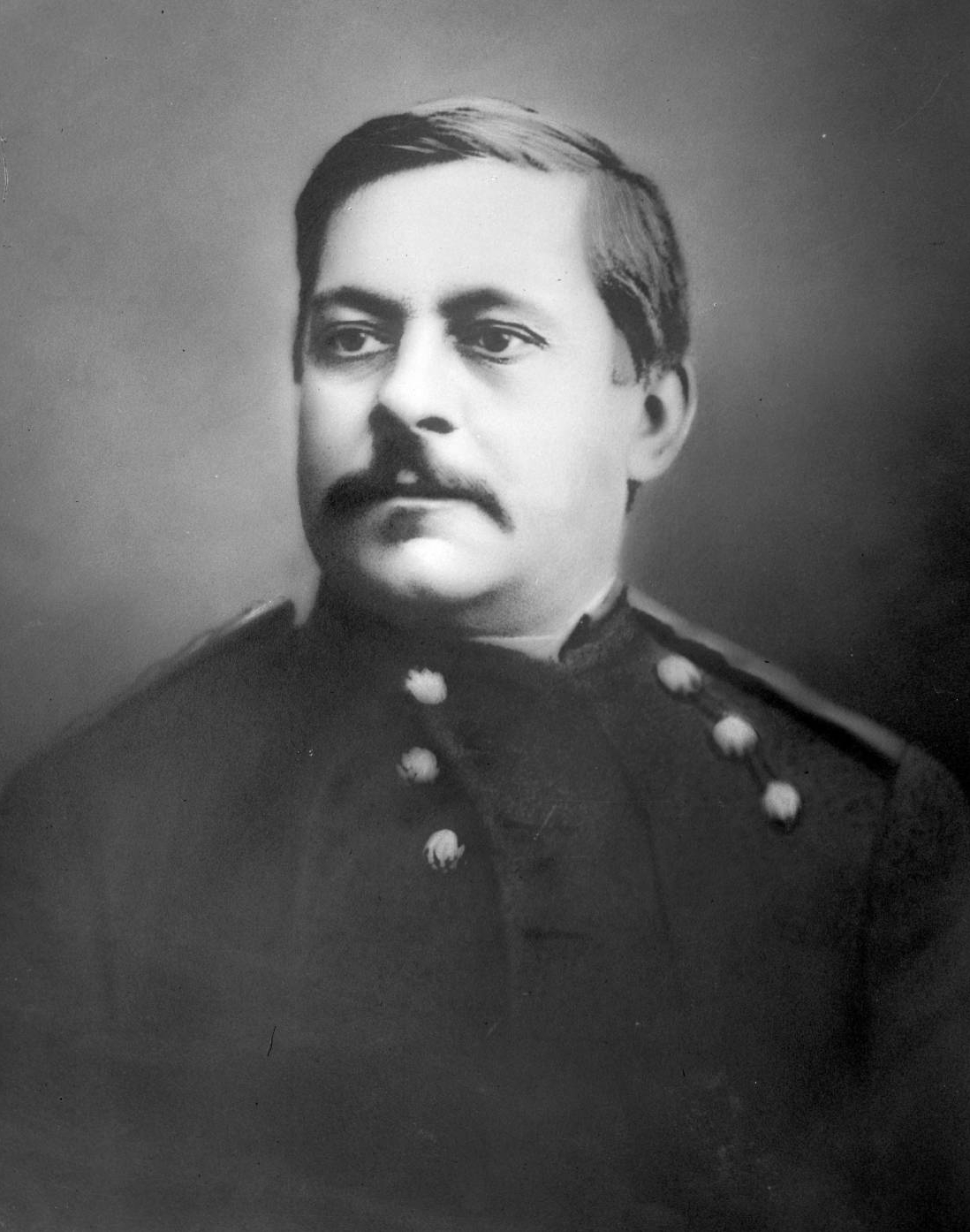
Marcus A. Reno

Nel 1880, a seguito del congedo imposto dalla sentenza della Corte Marziale, Marcus Reno si trasferì a Washington ove fu assunto dal Bureau of Pensions come esaminatore. Nel 1884 sposò Isabella Ray, impiegata governativa, che però ben presto lo abbandonò.
In condizioni economiche molto precarie, non partecipò, a Nashville, al matrimonio del figlio Robert Ross adducendo impegni di lavoro per non dichiarare la propria indigenza.
Offertosi al New York Weekly di pubblicare le proprie memorie, ottenne un rifiuto e la restituzione del manoscritto contenente il suo diario che venne però pubblicato postumo
Morì a Washington il 29 marzo 1889, a seguito di un intervento chirurgico per un cancro alla bocca, e venne sepolto nel cimitero di Glenwood a Washington fino al 1967 quando, su richiesta di Charles Reno, suo pronipote, una nuova Commissione d'Inchiesta riesaminò i documenti originali e le testimonianze presentati alla corte marziale nel 1880 e ribaltò la decisione originale, definendo ingiusto il congedo con disonore che fu convertito in "congedo con onore". Ne conseguì la traslazione della salma e la sua inumazione, con gli onori militari di rito, nel Custer National Cemetery sul campo di battaglia di Little Big Horn. Reno fu l'unico partecipante alla battaglia del Litle Big Horn che ottenne gli onori militari.

## La battaglia del Little Bighorn
Reno era, dal 30 ottobre 1875, Comandante del 7º cavalleria di stanza a Fort Lincoln. L’incarico venne assunto dal tenente colonnello Custer l’8 maggio 1876 per l’operazione contro i Sioux organizzata dal generale Alfred Terry.
Alla data del 17 maggio 1876, quando il reparto lasciò Fort Lincoln, il 7º Cavalleria, inquadrato nella Colonna del Dakota di Terry, aveva una forza di 33 ufficiali e 718 militari suddivisi in 12 compagnie, più la compagnia comando e la banda. Il 25 giugno 1876 la forza effettiva era scesa a 31 ufficiali (di cui 3 medici) e 617 tra sottufficiali, truppa, esploratori Arikara e Absaroka e civili bianchi (interpreti, imballatori e addetti ai muli).
Il 29 maggio Custer, con quattro compagnie del 7° e senza alcuna autorizzazione del generale Terry, si distaccò dalla colonna principale per condurre un’esplorazione a corto raggio; al suo rientro l’ufficiale venne ripreso da Terry per la sua mancanza. Il 10 giugno il generale Terry, provocando le ire di Custer, distaccò metà del 7º cavalleria, agli ordini del maggiore Reno, per un’azione di esplorazione. Questi, spingendosi tuttavia oltre il limite inizialmente previsto per la ricognizione (cosa che gli costò poi i rimproveri di Terry e Custer), individuò l'area di un grosso accampamento smobilitato e un'enorme pista percorsa di fresco che si dirigeva a ovest verso la vallata del Rosebud: prima di tornare indietro per ricongiungersi a Terry il 19 giugno, gli scout indiani di Reno arrivarono fino a un solo giorno di cammino dietro l'accampamento di Toro Seduto e Cavallo Pazzo. 
Il 21 giugno il generale Terry ordinò a Custer e all'intero 7º Cavalleria di muovere verso sud come forza indipendente per raggiungere l'area del campo smobilitato individuato da Reno e seguire la pista fino al nuovo accampamento, ma senza attaccare se non quando fosse stato raggiunto dalle restanti forze.
Nel pomeriggio del 24 giugno, dopo aver superato il punto in cui la ricognizione di Reno si era arrestata, il 7º Cavalleria raggiunse una pista fresca che conduceva alla vallata del Litte Big Horn: gli scout Absaroka si arrampicarono sulle alture dello spartiacque tra la vallata del Rosebud e quella del Little Big Horn, e dal promontorio poi noto come Crow's Nest ("Nido del Corvo") notarono alcuni tipi lontano sull'orizzonte, circa 13 chilometri più a valle.
Le istruzioni di Terry imponevano al 7º Cavalleria di dirigere ancora più a sud lungo il Rosebud prima di piegare verso il Little Big Horn e raggiungere il luogo del presunto accampamento per il 26 giugno, ma Custer trovò nelle tracce fresche appena scoperte «un motivo sufficiente per discostarsene»: alle 23:30 circa del 24 giugno, con uomini e cavalli decisamente stanchi, Custer riprese l'avanzata verso l'area in cui presumibilmente si trovava l'accampamento indiano, procedendo per ulteriori nove chilometri e mezzo, e fermandosi solo alle 02:00 del 25 giugno per far bivaccare i soldati ormai esausti.
Custer divise il 7º Cavalleria in quattro distaccamenti: il maggiore Reno, seguito dal convoglio di muli scortato dalla compagnia del capitano McDouglas che prevedibilmente sarebbe rimasto attardato data la lentezza del movimento, avrebbe condotto un battaglione di tre compagnie in direzione nord-ovest, lungo il corso principale di un torrente (poi "Reno Creek") che dal Crow's Nest andava a immettersi nel Little Bighorn più a ovest; Custer avrebbe condotto un battaglione di cinque compagnie alla destra di Reno, sul terreno elevato lungo la riva opposta del torrente, mentre al capitano Frederick Benteen furono affidate le restanti tre compagnie per condurre un'ampia manovra sul fianco sinistro di Reno ed esplorare una serie di alture che impedivano la visuale intercettando eventuali gruppi di indiani in fuga verso sud. L'obiezione di Benteen che questo piano finiva con il frammentare le forze del reggimento fu ignorata da Custer
La battaglia che ne seguì, passata alla storia come battaglia del Little Bighorn, ebbe inizio verso le 15:00 del 25 giugno 1876: dopo aver guadato la confluenza tra il Reno Creek e il Little Bighorn e procedendo lungo la riva occidentale del secondo, il battaglione di Reno finì con il cozzare inaspettatamente contro l'angolo meridionale dell'immenso accampamento indiano, un'area di tende lunga circa 5 chilometri. Reno decise di attaccare convinto che gli indiani, presi completamente di sorpresa, fossero in fuga: mentre i non combattenti (donne, bambini e anziani) fuggivano verso nord, da ogni parte dell'accampamento i guerrieri presero invece a convergere sulla posizione di Reno, che si ritrovò ben presto in schiacciante inferiorità numerica.
Il reparto capeggiato da Reno si ritrovò ben presto sopraffatto dalla massa dei guerrieri e respinto in una disordinata fuga sulla riva orientale del Little Big Horn: trinceratosi su una collina (poi "Reno Hill"), fu qui raggiunto da Benteen e dal convoglio dei muli, ma l'intero contingente si ritrovò bloccato e circondato su ogni lato dagli indiani. Qui morì Coltello Insanguinato, guida nativa del tenente colonnello Custer, assegnato per l’occasione al reparto di Reno.
La postazione del 7º Cavalleria sulla Reno Hill fu bersagliata dagli indiani per tutta la notte, anche se la gran parte dei guerrieri si ritirò nell'accampamento che fu spostato un po' più a nord. Nella mattinata del 26 giugno i combattimenti continuarono intorno alla Reno Hill, ma gli indiani non fecero alcun serio tentativo di espugnare la postazione e infine, quel pomeriggio, si ritirarono dal luogo della battaglia.
Il 27 mattina, sganciatosi completamente dal campo di battaglia, il reparto del maggiore Reno venne intercettato dalle sopraggiungenti colonne del generale Terry e del colonnello John Gibbon. Per il coraggio dimostrato durante il combattimento, tredici uomini del reparto di Reno vennero insigniti della Medal of Honor.

## Ritratti in film e televisione
Il personaggio di "Reno" fu interpretato dall'attore Ty Hardin nel film del 1967 intitolato Custer eroe del West e nella miniserie televisiva di Michael Medeirios del 1991 intitolata Son of the Morning Star.